# Vaughan Azzurri
A Vaughan Azzurri egy kanadai labdarúgócsapat, amelynek székhelye az Ontario állambeli Vaughan városában található. A klub 2014 óta a kanadai másodosztályban, a League1 Ontario-ban szerepel. Hazai mérkőzéseit az 500 néző befogadására alkalmas North Maple Regional Parkban játssza. A tartomány másodosztályának 2014-es alapítása óta háromszor szerezték meg a bajnoki címet.

## Sikerek
- League1 Ontario
  - Bajnok (3): 2016, 2018, 2022

## További hivatkozások
- Hivatalos honlapja